# 福里斯特戴爾 (阿拉巴馬州)
福里斯特戴爾（英語：Forestdale）是一個位於美國阿拉巴馬州傑佛遜縣的非建制地區和人口普查指定地區。根據2010年美國人口普查，該地人口為10162人。

## 地理
福里斯特戴爾的座標為33°34′27″N 86°54′11″W / 33.574305°N 86.902937°W，而該地最高點為海拔高度197米（即646英尺）。